# Férfi kézilabdatorna a 2012. évi nyári olimpiai játékokon
A 2012. évi nyári olimpiai játékokon a férfi kézilabdatornát július 29. és augusztus 12. között rendezték. A tornán 12 nemzet csapata vett részt. A tornát a címvédő francia válogatott nyerte.

## Selejtezők
A világversenyeken kvalifikációt nem szerzett csapatok három selejtező csoportban vívhatták ki az indulás lehetőségét.
- 1. selejtezőtorna:
  - 2011-es világbajnoki 3. helyezett:  Spanyolország (ESP)
  - 2011-es világbajnoki 8. helyezett:  Lengyelország (POL)
  - 2012-es Európa-bajnokság 2. helyezett:  Szerbia (SRB)
  - 2012-es férfi kézilabda-Afrika-kupa 2. helyezett:  Algéria (ALG)
- 2. selejtezőtorna:
  - 2011-es világbajnoki 4. helyezett:  Svédország (SWE)
  - 2011-es világbajnoki 7. helyezett:  Magyarország (HUN)
  - 2011-es pánamerikai játékok 2. helyezett:  Brazília (BRA)
  - 2012-es Európa-bajnokság 5. helyezett: Macedónia (MKD)
- 3. selejtezőtorna:
  - 2011-es világbajnoki 5. helyezett:  Horvátország (CRO)
  - 2011-es világbajnoki 6. helyezett:  Izland (ISL)
  - Ázsiai kvalifikációs torna 2. helyezett:  Japán (JPN)
  - 2011-es pánamerikai játékok 3. helyezett:  Chile (CHI)

## Részt vevő nemzetek
| Esemény                                  | Dátum                        | Helyszín                | Kvóta | Kvalifikált csapatok                  |
| ---------------------------------------- | ---------------------------- | ----------------------- | ----- | ------------------------------------- |
| Rendező                                  | -                            | -                       | 1     | Nagy-Britannia (GBR)                  |
| 2011-es férfi kézilabda-világbajnokság   | 2011. január 13–30.          | Svédország              | 1     | Franciaország (FRA)                   |
| 2012-es férfi kézilabda-Európa-bajnokság | 2012. január 17–29.          | Szerbia                 | 1     | Dánia (DEN)                           |
| Ázsiai kvalifikációs torna               | 2011. október 25–november 5. | Dél-Korea               | 1     | Dél-Korea (KOR)                       |
| 2012-es férfi kézilabda-Afrika-kupa      | 2012. január 10–21.          | Marokkó                 | 1     | Tunézia (TUN)                         |
| 2011-es pánamerikai játékok              | 2011. október 14–30.         | Guadalajara, Mexikó     | 1     | Argentína (ARG)                       |
| Olimpiai selejtezőtorna 1                | 2012. április 6–8.           | Alicante, Spanyolország | 2     | Spanyolország (ESP) · Szerbia (SRB)   |
| Olimpiai selejtezőtorna 2                | 2012. április 6–8.           | Göteborg, Svédország    | 2     | Magyarország (HUN) · Svédország (SWE) |
| Olimpiai selejtezőtorna 3                | 2012. április 6–8.           | Varasd, Horvátország    | 2     | Izland (ISL) · Horvátország (CRO)     |
| Összesen                                 |                              |                         | 12    |                                       |

## Sorsolás
Az olimpia csoportbeosztását 2012. május 30-án sorsolják Londonban. A 12 csapatot 6 kalapban helyezték el.
| 1. kalap (a 2011-es vb és az 1. selejtezőtorna győztesei) | 2. kalap (a 2. selejtezőtorna és a 3. selejtezőtorna győztesei) | 3. kalap (a 2. selejtezőtorna és a 3. selejtezőtorna második helyezettjei) | 4. kalap (az 1. selejtezőtorna második helyezettje és a rendező ország) | 5. kalap (a 2012-es Eb és a Pánamerikai játékok győztesei) | 6. kalap (ázsiai olimpiai selejtező és az Afrika-bajnokság győztesei) |
| --------------------------------------------------------- | --------------------------------------------------------------- | -------------------------------------------------------------------------- | ----------------------------------------------------------------------- | ---------------------------------------------------------- | --------------------------------------------------------------------- |
| Franciaország                                             | Svédország                                                      | Izland                                                                     | Szerbia                                                                 | Dánia                                                      | Dél-Korea                                                             |
| Spanyolország                                             | Horvátország                                                    | Magyarország                                                               | Nagy-Britannia                                                          | Argentína                                                  | Tunézia                                                               |

## Eredmények
A csapatok két darab hatcsapatos csoportot alkottak, amelyekben a csapatok körmérkőzéseket játszottak. A csoportokból az első négy helyezett jutott tovább a negyeddöntőbe, ahonnan egyenes kieséses rendszerben folytatódott a torna.
A mérkőzések kezdési időpontjai helyi idő szerint, zárójelben magyar idő szerint olvashatóak.

### Csoportkör
| Színmagyarázat                                              |
| ----------------------------------------------------------- |
| A csoportok első négy helyezettje bejutott a negyeddöntőbe. |
| A csoportok ötödik és hatodik helyezettjei kiestek.         |

#### A csoport
| Csapat               | M | Gy | D | V | G+  | G–  | Gk  | P  |
| -------------------- | - | -- | - | - | --- | --- | --- | -- |
| Izland (ISL)         | 5 | 5  | 0 | 0 | 167 | 132 | +35 | 10 |
| Franciaország (FRA)  | 5 | 4  | 0 | 1 | 159 | 110 | +49 | 8  |
| Svédország (SWE)     | 5 | 3  | 0 | 2 | 156 | 115 | +41 | 6  |
| Tunézia (TUN)        | 5 | 2  | 0 | 3 | 121 | 125 | −4  | 4  |
| Argentína (ARG)      | 5 | 1  | 0 | 4 | 113 | 138 | −25 | 2  |
| Nagy-Britannia (GBR) | 5 | 0  | 0 | 5 | 96  | 182 | −86 | 0  |

| 2012. július 29. 09:30 (10:30) | Izland (ISL) | 31–25       | Argentína (ARG) | Copper Box, London Nézőszám: 3701 Játékvezetők: Geipel, Helbig (GER) |
| 2012. július 29. 09:30 (10:30) | Sigurðsson 9 | (15–14)     | D. Simonet 5    | Copper Box, London Nézőszám: 3701 Játékvezetők: Geipel, Helbig (GER) |
| 2012. július 29. 09:30 (10:30) | 6× 3×        | Jegyzőkönyv | 1× 3×           | Copper Box, London Nézőszám: 3701 Játékvezetők: Geipel, Helbig (GER) |

| 2012. július 29. 14:30 (15:30) | Svédország (SWE) | 28–21       | Tunézia (TUN) | Copper Box, London Nézőszám: 4155 Játékvezetők: Raluy López, Sabroso (ESP) |
| 2012. július 29. 14:30 (15:30) | Doder 8          | (16–11)     | Boughanmi 6   | Copper Box, London Nézőszám: 4155 Játékvezetők: Raluy López, Sabroso (ESP) |
| 2012. július 29. 14:30 (15:30) | 4× 3×            | Jegyzőkönyv | 5× 3×         | Copper Box, London Nézőszám: 4155 Játékvezetők: Raluy López, Sabroso (ESP) |

| 2012. július 29. 19:30 (20:30) | Franciaország (FRA) | 44–15       | Nagy-Britannia (GBR) | Copper Box, London Nézőszám: 5000 Játékvezetők: Abdulla, Bamutref (QAT) |
| 2012. július 29. 19:30 (20:30) | Joli 11             | (21–7)      | Garnham 6            | Copper Box, London Nézőszám: 5000 Játékvezetők: Abdulla, Bamutref (QAT) |
| 2012. július 29. 19:30 (20:30) | 2× 2×               | Jegyzőkönyv | 4× 3× 1×             | Copper Box, London Nézőszám: 5000 Játékvezetők: Abdulla, Bamutref (QAT) |

| 2012. július 31. 9:30 (10:30) | Tunézia (TUN) | 22–32       | Izland (ISL) | Copper Box, London Nézőszám: 3559 Játékvezetők: Al-Nuaimi, Omar (UAE) |
| 2012. július 31. 9:30 (10:30) | Bannour 10    | (8–19)      | Pálmarsson 8 | Copper Box, London Nézőszám: 3559 Játékvezetők: Al-Nuaimi, Omar (UAE) |
| 2012. július 31. 9:30 (10:30) | 3× 4×         | Jegyzőkönyv | 5× 4×        | Copper Box, London Nézőszám: 3559 Játékvezetők: Al-Nuaimi, Omar (UAE) |

| 2012. július 31. 14:30 (15:30) | Nagy-Britannia (GBR) | 19–41       | Svédország (SWE) | Copper Box, London Nézőszám: 4382 Játékvezetők: Nikolić, Stojković (SRB) |
| 2012. július 31. 14:30 (15:30) | Larsson 4            | (10–24)     | Ekberg 13        | Copper Box, London Nézőszám: 4382 Játékvezetők: Nikolić, Stojković (SRB) |
| 2012. július 31. 14:30 (15:30) | 6× 3× 1×             | Jegyzőkönyv | 4× 3×            | Copper Box, London Nézőszám: 4382 Játékvezetők: Nikolić, Stojković (SRB) |

| 2012. július 31. 21:15 (22:15) | Argentína (ARG)         | 20–32       | Franciaország (FRA) | Copper Box, London Nézőszám: 3906 Játékvezetők: Olesen, Peders (DEN) |
| 2012. július 31. 21:15 (22:15) | Fernández, Riccobelli 4 | (9–17)      | Karabatić 7         | Copper Box, London Nézőszám: 3906 Játékvezetők: Olesen, Peders (DEN) |
| 2012. július 31. 21:15 (22:15) | 2× 3×                   | Jegyzőkönyv | 2× 3×               | Copper Box, London Nézőszám: 3906 Játékvezetők: Olesen, Peders (DEN) |

| 2012. augusztus 2. 11:15 (12:15) | Franciaország (FRA) | 25–19       | Tunézia (TUN) | Copper Box, London Nézőszám: 4670 Játékvezetők: Nikolić, Stojković (SRB) |
| 2012. augusztus 2. 11:15 (12:15) | Narcisse 7          | (12–11)     | Bannour 5     | Copper Box, London Nézőszám: 4670 Játékvezetők: Nikolić, Stojković (SRB) |
| 2012. augusztus 2. 11:15 (12:15) | 5× 4×               | Jegyzőkönyv | 7× 4×         | Copper Box, London Nézőszám: 4670 Játékvezetők: Nikolić, Stojković (SRB) |

| 2012. augusztus 2. 16:15 (17:15) | Nagy-Britannia (GBR) | 21–32       | Argentína (ARG) | Copper Box, London Nézőszám: 4581 Játékvezetők: Coulibaly, Diabate (CIV) |
| 2012. augusztus 2. 16:15 (17:15) | Larsson 6            | (11–16)     | S. Simonet 6    | Copper Box, London Nézőszám: 4581 Játékvezetők: Coulibaly, Diabate (CIV) |
| 2012. augusztus 2. 16:15 (17:15) | 4× 4×                | Jegyzőkönyv | 3× 3×           | Copper Box, London Nézőszám: 4581 Játékvezetők: Coulibaly, Diabate (CIV) |

| 2012. augusztus 2. 21:15 (22:15) | Svédország (SWE) | 32–33       | Izland (ISL) | Copper Box, London Nézőszám: 4590 Játékvezetők: Nachevski, Nikolov (MKD) |
| 2012. augusztus 2. 21:15 (22:15) | Källman 9        | (13–17)     | Pálmarsson 9 | Copper Box, London Nézőszám: 4590 Játékvezetők: Nachevski, Nikolov (MKD) |
| 2012. augusztus 2. 21:15 (22:15) | 3× 3×            | Jegyzőkönyv | 8× 3×        | Copper Box, London Nézőszám: 4590 Játékvezetők: Nachevski, Nikolov (MKD) |

| 2012. augusztus 4. 9:30 (10:30) | Tunézia (TUN) | 34–17       | Nagy-Britannia (GBR) | Copper Box, London Nézőszám: 4319 Játékvezetők: Gubica, Milošević (CRO) |
| 2012. augusztus 4. 9:30 (10:30) | Toumi 10      | (14–8)      | Edgar 5              | Copper Box, London Nézőszám: 4319 Játékvezetők: Gubica, Milošević (CRO) |
| 2012. augusztus 4. 9:30 (10:30) | 5× 3×         | Jegyzőkönyv | 6× 3×                | Copper Box, London Nézőszám: 4319 Játékvezetők: Gubica, Milošević (CRO) |

| 2012. augusztus 4. 14:30 (15:30) | Svédország (SWE) | 29–13       | Argentína (ARG) | Copper Box, London Nézőszám: 4592 Játékvezetők: López, Sabroso (ESP) |
| 2012. augusztus 4. 14:30 (15:30) | Ekberg 9         | (12–8)      | D. Simonet 3    | Copper Box, London Nézőszám: 4592 Játékvezetők: López, Sabroso (ESP) |
| 2012. augusztus 4. 14:30 (15:30) | 1× 4×            | Jegyzőkönyv | 2× 3×           | Copper Box, London Nézőszám: 4592 Játékvezetők: López, Sabroso (ESP) |

| 2012. augusztus 4. 19:30 (20:30) | Izland (ISL) | 30–29       | Franciaország (FRA) | Copper Box, London Nézőszám: 4521 Játékvezetők: Krstić, Ljubić (SLO) |
| 2012. augusztus 4. 19:30 (20:30) | Petersson 6  | (16–15)     | Fernandez 9         | Copper Box, London Nézőszám: 4521 Játékvezetők: Krstić, Ljubić (SLO) |
| 2012. augusztus 4. 19:30 (20:30) | 7× 3×        | Jegyzőkönyv | 4× 2×               | Copper Box, London Nézőszám: 4521 Játékvezetők: Krstić, Ljubić (SLO) |

| 2012. augusztus 6. 11:15 (12:15) | Argentína (ARG) | 23–25       | Tunézia (TUN) | Copper Box, London Nézőszám: 4645 Játékvezetők: Olesen, Pedersen (DEN) |
| 2012. augusztus 6. 11:15 (12:15) | D. Simonet 6    | (12–12)     | Alouini 7     | Copper Box, London Nézőszám: 4645 Játékvezetők: Olesen, Pedersen (DEN) |
| 2012. augusztus 6. 11:15 (12:15) | 7× 2× 1×        | Jegyzőkönyv | 6× 3× 1×      | Copper Box, London Nézőszám: 4645 Játékvezetők: Olesen, Pedersen (DEN) |

| 2012. augusztus 6. 16:15 (17:15) | Izland (ISL) | 41–24       | Nagy-Britannia (GBR) | Copper Box, London Nézőszám: 4856 Játékvezetők: Abdulla, Bamutref (QAT) |
| 2012. augusztus 6. 16:15 (17:15) | Sigurðsson 8 | (18–15)     | Larsson 9            | Copper Box, London Nézőszám: 4856 Játékvezetők: Abdulla, Bamutref (QAT) |
| 2012. augusztus 6. 16:15 (17:15) | 4× 3×        | Jegyzőkönyv | 5× 3×                | Copper Box, London Nézőszám: 4856 Játékvezetők: Abdulla, Bamutref (QAT) |

| 2012. augusztus 6. 21:15 (22:15) | Franciaország (FRA) | 29–26       | Svédország (SWE)    | Copper Box, London Nézőszám: 4833 Játékvezetők: Gubica, Milošević (CRO) |
| 2012. augusztus 6. 21:15 (22:15) | Narcisse 6          | (18–12)     | Ekberg, Andersson 5 | Copper Box, London Nézőszám: 4833 Játékvezetők: Gubica, Milošević (CRO) |
| 2012. augusztus 6. 21:15 (22:15) | 1× 3×               | Jegyzőkönyv | 2× 3×               | Copper Box, London Nézőszám: 4833 Játékvezetők: Gubica, Milošević (CRO) |

#### B csoport
| Csapat              | M | Gy | D | V | G+  | G–  | Gk  | P  |
| ------------------- | - | -- | - | - | --- | --- | --- | -- |
| Horvátország (CRO)  | 5 | 5  | 0 | 0 | 150 | 109 | +41 | 10 |
| Dánia (DEN)         | 5 | 4  | 0 | 1 | 124 | 129 | −5  | 8  |
| Spanyolország (ESP) | 5 | 3  | 0 | 2 | 140 | 126 | +14 | 6  |
| Magyarország (HUN)  | 5 | 2  | 0 | 3 | 114 | 128 | −14 | 4  |
| Szerbia (SRB)       | 5 | 1  | 0 | 4 | 120 | 131 | −11 | 2  |
| Dél-Korea (KOR)     | 5 | 0  | 0 | 5 | 115 | 140 | −25 | 0  |

| 2012. július 29. 11:15 (12:15) | Horvátország (CRO) | 31–21       | Dél-Korea (KOR) | Copper Box, London Nézőszám: 4068 Játékvezetők: Marina, Minore (ARG) |
| 2012. július 29. 11:15 (12:15) | Čupić 8            | (14–8)      | Csong Ikjong 5  | Copper Box, London Nézőszám: 4068 Játékvezetők: Marina, Minore (ARG) |
| 2012. július 29. 11:15 (12:15) | 4× 1×              | Jegyzőkönyv | 6× 2×           | Copper Box, London Nézőszám: 4068 Játékvezetők: Marina, Minore (ARG) |

| 2012. július 29. 16:15 (17:15) | Spanyolország (ESP) | 26–21       | Szerbia (SRB) | Copper Box, London Nézőszám: 4600 Játékvezetők: Abrahamsen, Kristiansen (NOR) |
| 2012. július 29. 16:15 (17:15) | Sarmiento 5         | (10–14)     | Ilić 6        | Copper Box, London Nézőszám: 4600 Játékvezetők: Abrahamsen, Kristiansen (NOR) |
| 2012. július 29. 16:15 (17:15) | 5× 3×               | Jegyzőkönyv | 5× 3×         | Copper Box, London Nézőszám: 4600 Játékvezetők: Abrahamsen, Kristiansen (NOR) |

| 2012. július 29. 21:15 (22:15) | Magyarország (HUN) | 25–27       | Dánia (DEN) | Copper Box, London Nézőszám: 5000 Játékvezetők: Lazaar, Reveret (FRA) |
| 2012. július 29. 21:15 (22:15) | Császár 8          | (10–13)     | Eggert 9    | Copper Box, London Nézőszám: 5000 Játékvezetők: Lazaar, Reveret (FRA) |
| 2012. július 29. 21:15 (22:15) | 7× 1×              | Jegyzőkönyv | 5× 3×       | Copper Box, London Nézőszám: 5000 Játékvezetők: Lazaar, Reveret (FRA) |

| 2012. július 31. 11:15 (12:15) | Dél-Korea (KOR)           | 19–22       | Magyarország (HUN) | Copper Box, London Nézőszám: 4262 Játékvezetők: Nacsevszki, Nikolov (MKD) |
| 2012. július 31. 11:15 (12:15) | Csong Ikjong, Csong Han 4 | (9–7)       | Lékai 5            | Copper Box, London Nézőszám: 4262 Játékvezetők: Nacsevszki, Nikolov (MKD) |
| 2012. július 31. 11:15 (12:15) | 3× 4×                     | Jegyzőkönyv | 4× 4×              | Copper Box, London Nézőszám: 4262 Játékvezetők: Nacsevszki, Nikolov (MKD) |

| 2012. július 31. 16:15 (17:15) | Szerbia (SRB) | 23–31       | Horvátország (CRO) | Copper Box, London Nézőszám: 4827 Játékvezetők: Horáček, Novotný (CZE) |
| 2012. július 31. 16:15 (17:15) | Vujin 6       | (9–13)      | Čupić 8            | Copper Box, London Nézőszám: 4827 Játékvezetők: Horáček, Novotný (CZE) |
| 2012. július 31. 16:15 (17:15) | 3× 4×         | Jegyzőkönyv | 4× 3×              | Copper Box, London Nézőszám: 4827 Játékvezetők: Horáček, Novotný (CZE) |

| 2012. július 31. 19:30 (20:30) | Dánia (DEN) | 24–23       | Spanyolország (ESP) | Copper Box, London Nézőszám: 4368 Játékvezetők: Krstić, Ljubić (SLO) |
| 2012. július 31. 19:30 (20:30) | Hansen 8    | (13–12)     | három játékos 4     | Copper Box, London Nézőszám: 4368 Játékvezetők: Krstić, Ljubić (SLO) |
| 2012. július 31. 19:30 (20:30) | 6× 4×       | Jegyzőkönyv | 1× 4×               | Copper Box, London Nézőszám: 4368 Játékvezetők: Krstić, Ljubić (SLO) |

| 2012. augusztus 2. 9:30 (10:30) | Spanyolország (ESP) | 33–29       | Dél-Korea (KOR) | Copper Box, London Nézőszám: 4209 Játékvezetők: Lazaar, Reveret (FRA) |
| 2012. augusztus 2. 9:30 (10:30) | Ugalde 6            | (16–14)     | I Dzseu 8       | Copper Box, London Nézőszám: 4209 Játékvezetők: Lazaar, Reveret (FRA) |
| 2012. augusztus 2. 9:30 (10:30) | 4× 3×               | Jegyzőkönyv | 8× 2×           | Copper Box, London Nézőszám: 4209 Játékvezetők: Lazaar, Reveret (FRA) |

| 2012. augusztus 2. 14:30 (15:30) | Horvátország (CRO) | 26–19       | Magyarország (HUN) | Copper Box, London Nézőszám: 4950 Játékvezetők: Abrahamsen, Kristiansen (NOR) |
| 2012. augusztus 2. 14:30 (15:30) | Čupić 7            | (11–9)      | Császár, Nagy 4    | Copper Box, London Nézőszám: 4950 Játékvezetők: Abrahamsen, Kristiansen (NOR) |
| 2012. augusztus 2. 14:30 (15:30) | 6× 3×              | Jegyzőkönyv | 2× 3×              | Copper Box, London Nézőszám: 4950 Játékvezetők: Abrahamsen, Kristiansen (NOR) |

| 2012. augusztus 2. 19:30 (20:30) | Szerbia (SRB) | 25–26       | Dánia (DEN) | Copper Box, London Nézőszám: 4504 Játékvezetők: Geipel, Helbig (GER) |
| 2012. augusztus 2. 19:30 (20:30) | Vujin 7       | (11–13)     | Hansen 7    | Copper Box, London Nézőszám: 4504 Játékvezetők: Geipel, Helbig (GER) |
| 2012. augusztus 2. 19:30 (20:30) | 7× 3×         | Jegyzőkönyv | 3× 2×       | Copper Box, London Nézőszám: 4504 Játékvezetők: Geipel, Helbig (GER) |

| 2012. augusztus 4. 11:15 (12:15) | Dél-Korea (KOR) | 22–28       | Szerbia (SRB)      | Copper Box, London Nézőszám: 4525 Játékvezetők: J. Bonaventura, C. Bonaventura (FRA) |
| 2012. augusztus 4. 11:15 (12:15) | Csong Han 6     | (10–12)     | Nikčević, Toskić 5 | Copper Box, London Nézőszám: 4525 Játékvezetők: J. Bonaventura, C. Bonaventura (FRA) |
| 2012. augusztus 4. 11:15 (12:15) | 2× 3×           | Jegyzőkönyv | 1× 6×              | Copper Box, London Nézőszám: 4525 Játékvezetők: J. Bonaventura, C. Bonaventura (FRA) |

| 2012. augusztus 4. 16:15 (17:15) | Horvátország (CRO) | 32–21       | Dánia (DEN)        | Copper Box, London Nézőszám: 4800 Játékvezetők: Lazaar, Reveret (FRA) |
| 2012. augusztus 4. 16:15 (17:15) | három játékos 5    | (14–9)      | Eggert, Lindberg 5 | Copper Box, London Nézőszám: 4800 Játékvezetők: Lazaar, Reveret (FRA) |
| 2012. augusztus 4. 16:15 (17:15) | 2× 3×              | Jegyzőkönyv | 3× 3×              | Copper Box, London Nézőszám: 4800 Játékvezetők: Lazaar, Reveret (FRA) |

| 2012. augusztus 4. 21:15 (22:15) | Magyarország (HUN) | 22–33       | Spanyolország (ESP) | Copper Box, London Nézőszám: 4280 Játékvezetők: Horáček, Novotný (CZE) |
| 2012. augusztus 4. 21:15 (22:15) | Nagy 7             | (13–16)     | Aguinagalde 9       | Copper Box, London Nézőszám: 4280 Játékvezetők: Horáček, Novotný (CZE) |
| 2012. augusztus 4. 21:15 (22:15) | 4× 4×              | Jegyzőkönyv | 4× 3×               | Copper Box, London Nézőszám: 4280 Játékvezetők: Horáček, Novotný (CZE) |

| 2012. augusztus 6. 9:30 (10:30) | Magyarország (HUN) | 26–23       | Szerbia (SRB)      | Copper Box, London Nézőszám: 4159 Játékvezetők: Abrahamsen, Kristiansen (NOR) |
| 2012. augusztus 6. 9:30 (10:30) | Mocsai 9           | (9–11)      | Ilić, Prodanović 5 | Copper Box, London Nézőszám: 4159 Játékvezetők: Abrahamsen, Kristiansen (NOR) |
| 2012. augusztus 6. 9:30 (10:30) | 3× 4×              | Jegyzőkönyv | 4× 3×              | Copper Box, London Nézőszám: 4159 Játékvezetők: Abrahamsen, Kristiansen (NOR) |

| 2012. augusztus 6. 14:30 (15:30) | Dánia (DEN)       | 26–24       | Dél-Korea (KOR)      | Copper Box, London Nézőszám: 4546 Játékvezetők: Al-Nuaimi, Omar (UAE) |
| 2012. augusztus 6. 14:30 (15:30) | Eggert, Knudsen 6 | (13–14)     | I Dzseu, Om Hjovon 6 | Copper Box, London Nézőszám: 4546 Játékvezetők: Al-Nuaimi, Omar (UAE) |
| 2012. augusztus 6. 14:30 (15:30) | 2× 4×             | Jegyzőkönyv | 2× 1×                | Copper Box, London Nézőszám: 4546 Játékvezetők: Al-Nuaimi, Omar (UAE) |

| 2012. augusztus 6. 19:30 (20:30) | Spanyolország (ESP) | 25–30       | Horvátország (CRO) | Copper Box, London Nézőszám: 4856 Játékvezetők: Geipel, Helbig (GER) |
| 2012. augusztus 6. 19:30 (20:30) | Entrerríos, Tomás 5 | (10–11)     | Čupić, Lacković 7  | Copper Box, London Nézőszám: 4856 Játékvezetők: Geipel, Helbig (GER) |
| 2012. augusztus 6. 19:30 (20:30) | 3× 3×               | Jegyzőkönyv | 2× 4×              | Copper Box, London Nézőszám: 4856 Játékvezetők: Geipel, Helbig (GER) |

### Egyenes kieséses szakasz
|  |              |                     |                     |                     |    |                     |                     |                    |                    |               |               |       |       |
|  | Negyeddöntők | Negyeddöntők        | Negyeddöntők        |                     |    | Elődöntők           | Elődöntők           | Elődöntők          |                    |               | Döntő         | Döntő | Döntő |
|  | Negyeddöntők | Negyeddöntők        | Negyeddöntők        |                     |    | Elődöntők           | Elődöntők           | Elődöntők          |                    |               | Döntő         | Döntő | Döntő |
|  | augusztus 8. |                     |                     |                     |    |                     |                     |                    |                    |               |               |       |       |
|  |              |                     |                     |                     |    |                     |                     |                    |                    |               |               |       |       |
|  | A1           | Izland (ISL)        | 33                  |                     |    |                     |                     |                    |                    |               |               |       |       |
|  | A1           | Izland (ISL)        | 33                  | augusztus 10.       |    |                     |                     |                    |                    |               |               |       |       |
|  | B4           | Magyarország (HUN)  | 34                  |                     |    |                     |                     |                    |                    |               |               |       |       |
|  | B4           | Magyarország (HUN)  | 34                  |                     |    | Magyarország (HUN)  | Magyarország (HUN)  | 26                 |                    |               |               |       |       |
|  | augusztus 8. |                     |                     |                     |    | Magyarország (HUN)  | Magyarország (HUN)  | 26                 |                    |               |               |       |       |
|  |              |                     | Svédország (SWE)    | Svédország (SWE)    | 27 |                     |                     |                    |                    |               |               |       |       |
|  | A3           | Svédország (SWE)    | Svédország (SWE)    | Svédország (SWE)    | 27 | 24                  |                     |                    |                    |               |               |       |       |
|  | A3           | Svédország (SWE)    |                     |                     |    | 24                  | augusztus 12.       |                    |                    |               |               |       |       |
|  | B2           | Dánia (DEN)         | 22                  |                     |    |                     |                     |                    |                    |               |               |       |       |
|  | B2           | Dánia (DEN)         | 22                  |                     |    | Svédország (SWE)    | Svédország (SWE)    | 21                 |                    |               |               |       |       |
|  | augusztus 8. |                     |                     |                     |    | Svédország (SWE)    | Svédország (SWE)    | 21                 |                    |               |               |       |       |
|  |              |                     | Franciaország (FRA) | Franciaország (FRA) | 22 |                     |                     |                    |                    |               |               |       |       |
|  | B3           | Spanyolország (ESP) | Franciaország (FRA) | Franciaország (FRA) | 22 | 22                  |                     |                    |                    |               |               |       |       |
|  | B3           | Spanyolország (ESP) | augusztus 10.       |                     |    | 22                  |                     |                    |                    |               |               |       |       |
|  | A2           | Franciaország (FRA) | 23                  |                     |    |                     |                     |                    |                    |               |               |       |       |
|  | A2           | Franciaország (FRA) | 23                  |                     |    | Franciaország (FRA) | Franciaország (FRA) | 25                 | Bronzmérkőzés      | Bronzmérkőzés | Bronzmérkőzés |       |       |
|  | augusztus 8. |                     |                     |                     |    | Franciaország (FRA) | Franciaország (FRA) | 25                 | Bronzmérkőzés      | Bronzmérkőzés | Bronzmérkőzés |       |       |
|  |              |                     | Horvátország (CRO)  | Horvátország (CRO)  | 22 |                     |                     | augusztus 12.      | augusztus 12.      | augusztus 12. |               |       |       |
|  | B1           | Horvátország (CRO)  | Horvátország (CRO)  | Horvátország (CRO)  | 22 | 25                  |                     | augusztus 12.      | augusztus 12.      | augusztus 12. |               |       |       |
|  | B1           | Horvátország (CRO)  |                     |                     |    |                     |                     | Magyarország (HUN) | Magyarország (HUN) | 26            |               |       |       |
|  | A4           | Tunézia (TUN)       | 22                  |                     |    |                     |                     | Magyarország (HUN) | Magyarország (HUN) | 26            |               |       |       |
|  | A4           | Tunézia (TUN)       | 22                  |                     |    | Horvátország (CRO)  | Horvátország (CRO)  | 33                 |                    |               |               |       |       |
|  |              |                     |                     |                     |    | Horvátország (CRO)  | Horvátország (CRO)  | 33                 |                    |               |               |       |       |

#### Negyeddöntők
| 2012. augusztus 8. 11:00 (12:00) | Izland (ISL) | 33–34 (h. u.)         | Magyarország (HUN) | Basketball Arena, London Nézőszám: 9063 Játékvezetők: Lazaar, Reveret (FRA) |
| 2012. augusztus 8. 11:00 (12:00) | Sigurðsson 8 | (12–16, 27–27, 30–30) | Nagy 9             | Basketball Arena, London Nézőszám: 9063 Játékvezetők: Lazaar, Reveret (FRA) |
| 2012. augusztus 8. 11:00 (12:00) | 2× 3×        | Jegyzőkönyv           | 4× 3×              | Basketball Arena, London Nézőszám: 9063 Játékvezetők: Lazaar, Reveret (FRA) |

| 2012. augusztus 8. 14:30 (15:30) | Spanyolország (ESP) | 22–23       | Franciaország (FRA) | Basketball Arena, London Nézőszám: 8890 Játékvezetők: Nikolić, Stojković (SRB) |
| 2012. augusztus 8. 14:30 (15:30) | Tomás 6             | (12–9)      | Accambray 7         | Basketball Arena, London Nézőszám: 8890 Játékvezetők: Nikolić, Stojković (SRB) |
| 2012. augusztus 8. 14:30 (15:30) | 3× 4×               | Jegyzőkönyv | 3× 4×               | Basketball Arena, London Nézőszám: 8890 Játékvezetők: Nikolić, Stojković (SRB) |

| 2012. augusztus 8. 18:00 (19:00) | Svédország (SWE) | 24–22       | Dánia (DEN) | Basketball Arena, London Nézőszám: 9494 Játékvezetők: Nacsevszki, Nikolov (MKD) |
| 2012. augusztus 8. 18:00 (19:00) | Doder 6          | (11–9)      | Lindberg 6  | Basketball Arena, London Nézőszám: 9494 Játékvezetők: Nacsevszki, Nikolov (MKD) |
| 2012. augusztus 8. 18:00 (19:00) | 5× 4×            | Jegyzőkönyv | 5× 4×       | Basketball Arena, London Nézőszám: 9494 Játékvezetők: Nacsevszki, Nikolov (MKD) |

| 2012. augusztus 8. 21:30 (22:30) | Horvátország (CRO) | 25–23       | Tunézia (TUN)      | Basketball Arena, London Nézőszám: 9578 Játékvezetők: Marina, Minore (ARG) |
| 2012. augusztus 8. 21:30 (22:30) | Čupić 8            | (11–12)     | Jallouz, Alouini 4 | Basketball Arena, London Nézőszám: 9578 Játékvezetők: Marina, Minore (ARG) |
| 2012. augusztus 8. 21:30 (22:30) | 3× 2×              | Jegyzőkönyv | 5× 4× 1×           | Basketball Arena, London Nézőszám: 9578 Játékvezetők: Marina, Minore (ARG) |

#### Elődöntők
| 2012. augusztus 10. 17:00 (18:00) | Magyarország (HUN) | 26–27       | Svédország (SWE) | Basketball Arena, London Nézőszám: 9597 Játékvezetők: Geipel, Helbig (GER) |
| 2012. augusztus 10. 17:00 (18:00) | Császár 8          | (12–15)     | Ekberg 6         | Basketball Arena, London Nézőszám: 9597 Játékvezetők: Geipel, Helbig (GER) |
| 2012. augusztus 10. 17:00 (18:00) | 3× 4×              | Jegyzőkönyv | 5× 3×            | Basketball Arena, London Nézőszám: 9597 Játékvezetők: Geipel, Helbig (GER) |

| 2012. augusztus 10. 20:30 (21:30) | Franciaország (FRA) | 25–22       | Horvátország (CRO) | Basketball Arena, London Nézőszám: 9849 Játékvezetők: Abrahamsen, Kristiansen (NOR) |
| 2012. augusztus 10. 20:30 (21:30) | három játékos 4     | (12–10)     | Horvat 6           | Basketball Arena, London Nézőszám: 9849 Játékvezetők: Abrahamsen, Kristiansen (NOR) |
| 2012. augusztus 10. 20:30 (21:30) | 2× 4×               | Jegyzőkönyv | 2× 4×              | Basketball Arena, London Nézőszám: 9849 Játékvezetők: Abrahamsen, Kristiansen (NOR) |

#### Bronzmérkőzés
| 2012. augusztus 12. 11:00 (12:00) | Magyarország (HUN) | 26–33       | Horvátország (CRO) | Basketball Arena, London Nézőszám: 9263 Játékvezetők: Horáček, Novotný (CZE) |
| 2012. augusztus 12. 11:00 (12:00) | Harsányi 7         | (14–19)     | Čupić 8            | Basketball Arena, London Nézőszám: 9263 Játékvezetők: Horáček, Novotný (CZE) |
| 2012. augusztus 12. 11:00 (12:00) | 4× 4×              | Jegyzőkönyv | 3× 3×              | Basketball Arena, London Nézőszám: 9263 Játékvezetők: Horáček, Novotný (CZE) |

#### Döntő
| 2012. augusztus 12. 15:00 (16:00) | Svédország (SWE) | 21–22       | Franciaország (FRA) | Basketball Arena, London Nézőszám: 9627 Játékvezetők: Krstić, Ljubić (SLO) |
| 2012. augusztus 12. 15:00 (16:00) | Ekberg 6         | (8–10)      | Guigou 5            | Basketball Arena, London Nézőszám: 9627 Játékvezetők: Krstić, Ljubić (SLO) |
| 2012. augusztus 12. 15:00 (16:00) | 4× 3×            | Jegyzőkönyv | 2× 4×               | Basketball Arena, London Nézőszám: 9627 Játékvezetők: Krstić, Ljubić (SLO) |

| A 2012. évi nyári olimpiai játékok férfi kézilabdatornájának olimpiai bajnoka |
| · FRANCIAORSZÁG · 2. cím                                                      |
| ----------------------------------------------------------------------------- |

### Végeredmény
Az elődöntőbe nem jutott csapatokat a csoportmérkőzések alapján rangsorolták, a csoportbeli helyezés és a szerzett pontszám sorrendjében.
| Helyezés | Csapat               | M | Gy | D | V | G+  | G–  | Gk  | P  |
| -------- | -------------------- | - | -- | - | - | --- | --- | --- | -- |
| Arany    | Franciaország (FRA)  | 8 | 7  | 0 | 1 | 229 | 175 | +54 | 14 |
| Ezüst    | Svédország (SWE)     | 8 | 5  | 0 | 3 | 228 | 185 | +43 | 10 |
| Bronz    | Horvátország (CRO)   | 8 | 7  | 0 | 1 | 230 | 183 | +47 | 14 |
| 4.       | Magyarország (HUN)   | 8 | 3  | 0 | 5 | 200 | 221 | –21 | 6  |
|          |                      |   |    |   |   |     |     |     |    |
| 5.       | Izland (ISL)         | 6 | 5  | 0 | 1 | 200 | 166 | +34 | 10 |
| 6.       | Dánia (DEN)          | 6 | 4  | 0 | 2 | 146 | 153 | –7  | 8  |
| 7.       | Spanyolország (ESP)  | 6 | 3  | 0 | 3 | 162 | 149 | +13 | 6  |
| 8.       | Tunézia (TUN)        | 6 | 2  | 0 | 4 | 144 | 150 | –6  | 4  |
|          |                      |   |    |   |   |     |     |     |    |
| 9.       | Szerbia (SRB)        | 5 | 1  | 0 | 4 | 120 | 131 | –11 | 2  |
| 10.      | Argentína (ARG)      | 5 | 1  | 0 | 4 | 113 | 138 | –25 | 2  |
| 11.      | Dél-Korea (KOR)      | 5 | 0  | 0 | 5 | 115 | 140 | –25 | 0  |
| 12.      | Nagy-Britannia (GBR) | 5 | 0  | 0 | 5 | 96  | 192 | –96 | 0  |